# Thanatus nigromaculatus
Thanatus nigromaculatus là một loài nhện trong họ Philodromidae.
Loài này thuộc chi Thanatus. Thanatus nigromaculatus được Wladislaus Kulczynski miêu tả năm 1885.